# Iratauá-pequeno
Sargento-de-capuz-amarelo ou iratauá-pequeno (Chrysomus icterocephalus) é uma espécie de ave da família Icteridae.
Pode ser encontrada nos seguintes países: Aruba, Barbados, Brasil, Colômbia, Guiana Francesa, Guiana, Antilhas Holandesas, Paraguai, Peru, Suriname, Trinidad e Tobago e Venezuela. Seus habitats naturais são pântanos.